# Stelis atra
Stelis atra är en orkidéart som beskrevs av John Lindley. Stelis atra ingår i släktet Stelis och familjen orkidéer.

## Underarter
Arten delas in i följande underarter:
- S. a. atra
- S. a. boliviana